# Erwin Kriz
Erwin Kriz (* 7. November 1935 in Wien; † 27. Juni 2009 in Stammersdorf) war ein österreichischer Radrennfahrer.

## Sportliche Laufbahn
Kriz war im Straßenradsport aktiv. 1960 wurde Zweiter im Etappenrennen Wien–Rabenstein–Gresten–Wien hinter Felix Damm.
1960 bestritt er mit der österreichischen Nationalmannschaft die Internationale Friedensfahrt und kam auf den 56. Gesamtrang.
Siebenmal fuht Kriz die Österreich-Rundfahrt. Der 20. Platz 1959 war sein bestes Resultat in der Gesamtwertung. 1960 konnte er eine Etappe gewinnen.

## Familiäres
Sein Bruder Günther Kriz war ebenfalls Radrennfahrer.